# Монтерони д'Арбия
Монтеро̀ни д'А̀рбия (на италиански: Monteroni d'Arbia) е градче и община в централна Италия, провинция Сиена, регион Тоскана. Разположено е на 161 m надморска височина. Населението на общината е 8812 души (към 2010 г.).